# San Martino Sannita
San Martino Sannita ist eine italienische Gemeinde (comune) mit 1142 Einwohnern (Stand 31. Dezember 2023) in der Provinz Benevento in Kampanien. Die Gemeinde liegt etwa 8,5 Kilometer südöstlich von Benevento und grenzt unmittelbar an die Provinz Avellino.

## Geschichte
Die Martinskirche entstammt dem 9. Jahrhundert.